# Edward Dewhurst
Edward Bury Dewhurst (Tamworth, 27 de março de 1870 — Sydney, 25 de fevereiro 1941) foi um tenista profissional australiano..